# Чемпионат Замбии по футболу
Премьер-лига Замбии (англ. Zambian Premier League) — соревнование по футболу среди клубов Замбии, где выявляется чемпион страны и участники международных клубных соревнований. Спонсорское название чемпионата на данный момент — Konkola Copper Mines Premier League. Первый розыгрыш замбийской Премьер-лиги состоялся в 1962 году.

## История
Историю чемпионата Замбии условно можно разделить на три этапа. Первые двадцать розыгрышей (с 1962 года — по 1981 год) Чемпионата Замбии прошли под диктовку трёх клубов — «Муфулира Уондерерс», «Кабве Уорриорз» и «Грин Баффалоз». На счету этой троицы — семнадцать выигранных первенств. В этот же период по одному титулу удалось выиграть клубам «Роун Юнайтед», «Сити оф Лусака» и «Нчанга Рейнджерс». Следующие двадцать сезонов (с 1982 года — по 2001 год) прошли с большим преимуществом клуба «Нкана» из Китве, который выиграл рекордное на данный момент для всех замбийских клубов число национальных первенств — их на счету «Красных дьяволов» одиннадцать. В этот же период в полный голос о себе также заявил «Пауэр Дайнамоз», праздновавший успех в пяти первенствах Чемпионата Замбии. Остальные четыре чемпионства пришлись на долю уже познавших вкус больших побед клубов — «Муфулира Уондерерс» (2 раза), «Кабве Уорриорз» и «Нчанга Рейнджерс». После 2001 года на сцене Премьер-лиги Замбии появились новые «игроки» — столичный «ЗАНАКО», победивший в четырёх первенствах, и «ЗЕСКО Юнайтед» из Ндолы, выигравший «золото» двух чемпионатов. Ещё одно чемпионство пришлось на долю столичного «Ред Эрроуз».

## Формат Премьер-лиги
Чемпионат традиционно проходит с марта/апреля — по ноябрь/декабрь. Число участников, начиная с 1993 года — и по сегодняшний день, составляет 16 команд. Все клубы проводят по 30 матчей за сезон, дважды встречаясь с каждой из команд (дома/выезд). За победу начисляются три очка, за ничью — одно. Чемпион страны и серебряный призёр получают путевки в Лигу чемпионов КАФ и Кубок Конфедерации КАФ соответственно. Во Второй дивизион автоматически отправляются четыре худшие команды по итогам сезона.

## Победители Чемпионата Замбии
- 1962 : Роун Юнайтед
- 1963 : Муфулира Уондерерс
- 1964 : Сити оф Лусака
- 1965 : Муфулира Уондерерс
- 1966 : Муфулира Уондерерс
- 1967 : Муфулира Уондерерс
- 1968 : Кабве Уорриорз
- 1969 : Муфулира Уондерерс
- 1970 : Кабве Уорриорз
- 1971 : Кабве Уорриорз
- 1972 : Кабве Уорриорз
- 1973 : Замбия Арми
- 1974 : Замбия Арми
- 1975 : Грин Баффалоз
- 1976 : Муфулира Уондерерс
- 1977 : Грин Баффалоз
- 1978 : Муфулира Уондерерс
- 1979 : Грин Баффалоз
- 1980 : Нчанга Рейнджерс
- 1981 : Грин Баффалоз
- 1982 : Нкана
- 1983 : Нкана
- 1984 : Пауэр Дайнамоз
- 1985 : Нкана
- 1986 : Нкана
- 1987 : Кабве Уорриорз
- 1988 : Нкана
- 1989 : Нкана
- 1990 : Нкана
- 1991 : Пауэр Дайнамоз
- 1992 : Нкана
- 1993 : Нкана
- 1994 : Пауэр Дайнамоз
- 1995 : Муфулира Уондерерс
- 1996 : Муфулира Уондерерс
- 1997 : Пауэр Дайнамоз
- 1998 : Нчанга Рейнджерс
- 1999 : Нкана
- 2000 : Пауэр Дайнамоз
- 2001 : Нкана
- 2002 : ЗАНАКО
- 2003 : ЗАНАКО
- 2004 : Ред Эрроуз
- 2005 : ЗАНАКО
- 2006 : ЗАНАКО
- 2007 : ЗЕСКО Юнайтед
- 2008 : ЗЕСКО Юнайтед
- 2009 : ЗАНАКО
- 2010 : ЗЕСКО Юнайтед
- 2011 : Пауэр Дайнамоз
- 2012 : ЗАНАКО
- 2013 : Нкана
- 2014 : ЗЕСКО Юнайтед
- 2015 : ЗЕСКО Юнайтед
- 2016 : ЗАНАКО
- 2017 : ЗЕСКО Юнайтед
- 2018 : ЗЕСКО Юнайтед
- 2019 : ЗЕСКО Юнайтед
- 2019-20 : Нкана
- 2020-21 : ЗЕСКО Юнайтед
- 2021-22 : Ред Эрроуз
- 2022-23 : Пауэр Дайнамоз

## Чемпионские титулы*
| Клуб                        | Кол-во побед | Победитель Чемпионата Замбии по футболу                                |
| --------------------------- | ------------ | ---------------------------------------------------------------------- |
| Нкана                       | 12           | 1982, 1983, 1985, 1986, 1988, 1989, 1990, 1992, 1993, 1999, 2001, 2013 |
| Муфулира Уондерерс          | 9            | 1963, 1965, 1966, 1967, 1969, 1976, 1978, 1995, 1996                   |
| Грин Баффалоз (Замбия Арми) | 6            | 1973, 1974, 1975, 1977, 1979, 1981                                     |
| ЗАНАКО                      | 6            | 2002, 2003, 2005, 2006, 2009, 2012                                     |
| Пауэр Дайнамоз              | 6            | 1984, 1991, 1994, 1997, 2000, 2011                                     |
| Кабве Уорриорз              | 5            | 1968, 1970, 1971, 1972, 1987                                           |
| ЗЕСКО Юнайтед               | 3            | 2007, 2008, 2010                                                       |
| Нчанга Рейнджерс            | 2            | 1980, 1998                                                             |
| Сити оф Лусака              | 1            | 1964                                                                   |
| Роун Юнайтед                | 1            | 1962                                                                   |
| Ред Эрроуз                  | 1            | 2004                                                                   |